# فلاحون فرنسيون

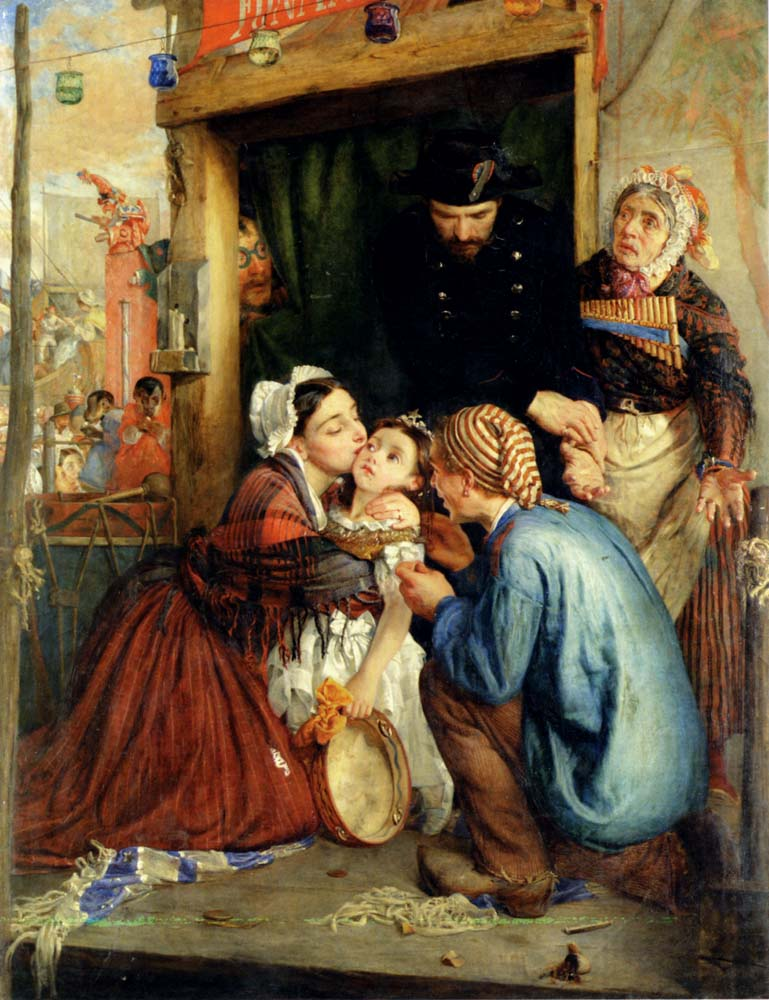
كالديرون فيليب هيرموجينيس فلاحون فرنسيون يعثرون على طفلهم المسروق

كان الفلاحون الفرنسيون أكبر مجموعة اجتماعية واقتصادية في فرنسا حتى منتصف القرن العشرين. تُستخدم كلمة فلاحة هنا لوصف زراعة الكفاف طيلة العصور الوسطى، رغم عدم وجود معنى مقبول لها عالميًا، وغالبًا ما تصف ذوي الملكيات الصغيرة أو أولئك الذين يدفعون الإيجار لأصحاب المزارع، والعمال القرويين بشكل عام. مع تطور الصناعة، أصبح بعض الفلاحين أكثر ثراءً من غيرهم وقادوا الاستثمار في الزراعة. أدت المغالاة في عدم المساواة والإدارة المالية في فرنسا في أواخر القرن الثامن عشر إلى تحفيز الفلاحين في النهاية على التمرد وتدمير النظام الإقطاعي. لم يعد من الممكن اليوم القول إن الفلاحين موجودون كمجموعة اقتصادية أو اجتماعية في فرنسا. رغم المحاولات العديدة التي بُذلت لتكريم هذه الطريقة التقليدية في الحياة والحفاظ عليها.

## من 1500 إلى 1780
بحلول منتصف القرن السادس عشر، أدى النمو الديموغرافي في فرنسا، وزيادة الطلب على السلع الاستهلاكية، والتدفق السريع للذهب والفضة من إفريقيا والأمريكيتين إلى جمود الأجور والتضخم (أصبحت الحبوب أغلى بخمس مرات من 1520 إلى 1600). على الرغم من أن العديد من المزارعين الأغنياء أصحاب الأراضي والتجار المغامرين كانوا قادرين على زيادة ثراءهم خلال فترة الازدهار، فقد انخفض مستوى المعيشة بشكل كبير بالنسبة للفلاحين القرويين الفقراء، الذين اضطروا إلى مواجهة سوء المحاصيل. أدى ذلك، في الوقت نفسه، إلى انخفاض القوة الشرائية وتراجع التصنيع. دفعت الأزمة النقدية فرنسا إلى التخلي (في عام 1577) عن الليرة كنقدٍ للحسابات، لصالح عملة إيكيو المتداولة، وحظرِ معظم العملات الأجنبية.
وفي الوقت ذاته، تطلبت المغامرات العسكرية الفرنسية في إيطاليا والحروب الأهلية الكارثية (اللاحقة) مبالغ مالية ضخمة، جُمعت من خلال ضرائب المساحة وغيرها من الضرائب. زادت ضريبة المساحة، المفروضة بشكل أساسي على الفلاحين، من 2.5 مليون ليرة في عام 1515 إلى 6 ملايين ليرة بعد عام 1551، وبحلول عام 1589 بلغت رقمًا قياسيًا مقداره 21 مليون ليرة. هزت الأزمات المالية الأسرة المالكة مرارًا وتكرارًا، ولهذا أنشأ فرانسيس الأول في عام 1523 نظامًا للسندات الحكومية في باريس، وهو «ضريبة البلدية».
في القرن السابع عشر، قدم الفلاحون الأغنياء، الذين تربطهم صلات باقتصاد السوق، الكثير من رأس المال اللازم للنمو الزراعي، وتنقلوا كثيرًا من قرية إلى قرية (أو بلدة). كان الحراك الجغرافي، المرتبط مباشرة بالسوق والحاجة إلى رأس مال استثماري، الطريق الرئيسي للحراك الاجتماعي. أظهرت النواة «المستقرة» للمجتمع الفرنسي وأعضاء نقابات المدن وعمال القرى، أمثلة مدهشة عن الاستمرارية الاجتماعية والجغرافية، ولكن حتى هذه النواة تطلبت تجديدًا مستمرًا. يمكن فهم تطور الهيكل الاجتماعي والاقتصادي وحتى النظام السياسي في فرنسا الحديثة المبكرة بشكل أكثر وضوحًا من خلال قبول وجود هذين المجتمعين، والتوتر المستمر بينهما، والحراك الجغرافي والاجتماعي الواسع المرتبط باقتصاد السوق. يجادل كولينز (1991)، بأن نموذج مدرسة الحوليات قلل من أهمية دور اقتصاد السوق؛ فشل في تفسير طبيعة الاستثمار الرأسمالي في الاقتصاد الريفي، وبالغ إلى حد كبير بحالة الاستقرار الاجتماعي.

## 1789 – 1945
واجهت فرنسا سلسلة من الأزمات الاقتصادية الكبرى بعد عام 1770. كانت الحكومة مفلسة تقريبًا، بسبب الحروب باهظة الثمن والنظام المالي القاصر. من وجهة نظر الفلاحين، كان النمو السكاني السريع وفشل الحصاد والدعوات الفيزيوقراطية إلى تحديث الزراعة وارتفاع الضرائب السينورالية (الإقطاعية)، دافعًا للفلاحين في تدمير الإقطاع في فرنسا. لعبوا دورًا أساسيًا في بدء الثورة الفرنسية عام 1789. لكنهم سرعان ما اعتزلوا المشاركة السياسية الفاعلة.

## إضفاء الطابع العصري على الفلاحين في القرن التاسع عشر
كانت فرنسا دولة ريفية في أواخر عام 1940، ولكن تغييرًا كبيرًا حدث بعد وصول السكك الحديدية في خمسينيات وستينيات القرن التاسع عشر. في كتابه المؤثر من فلاحين إلى رجال فرنسيين (1976)، تتبع المؤرخ يوجين ويبر عصرنة القرى الفرنسية وجادل بأن الريف الفرنسي انتقل من التخلف والعزلة إلى الحداثة وحمل إحساسًا بالأمة الفرنسية خلال أواخر القرن التاسع عشر وأوائل القرن العشرين. وشدد على دور السكك الحديدية والمدارس الجمهورية والتجنيد العسكري الشامل. أسند نتائجه إلى السجلات المدرسية وأنماط الهجرة ووثائق الخدمة العسكرية والتوجهات الاقتصادية. جادل ويبر أنه حتى عام 1900 أو نحو ذلك، كان الشعور بالأمة الفرنسية ضعيفًا في الأقاليم. ثم نظر ويبر في الكيفية التي شكلت بها سياسات الجمهورية الثالثة إحساسًا بالجنسية الفرنسية في المناطق الريفية. أُشيد بالكتاب على نطاق واسع، لكن البعض انتقده، مثل تيد دبليو. مارغادانت، الذي جادل بأن الشعور بالفرنسية كان موجودًا أساسًا في الأقاليم قبل عام 1870.

## الحمائية
كانت السياسة الوطنية الفرنسية حمائية فيما يتعلق بالمنتجات الزراعية، وهدفت إلى حماية السكان الزراعيين بأعدادهم الكبيرة، لا سيما من خلال تعرفة ميلين لعام 1892. حافظت فرنسا على شكلين من الزراعة: نظام حديث رأسمالي يعتمد على المكننة في شمال شرق البلاد، وزراعة الكفاف في مزارع صغيرة جدًا ذات مستويات دخل منخفضة في باقي البلاد.

## منذ عام 1945
بدأ تحديث قطاع الزراعة التقليدية/الكفافية في أربعينيات القرن العشرين، مما أدى إلى هجرة سريعة للسكان من الريف الفرنسي، لكن التدابير الحمائية ظلت سياسة وطنية متبعة. وبدعم من الحكومة، اشترى المزارعون الأصغر سنًا والأكثر نشاطًا جوارهم، ووسعوا ملكياتهم، واستخدموا أحدث الماكينات، وبذورًا جديدة، وأسمدة، وتقنيات مبتكرة. كانت النتيجة ثورة في الإنتاج الزراعي، فضلًا عن انخفاض حاد في عدد المزارعين النشطين من 7.4 مليون في عام 1946 إلى 2 مليون فقط في عام 1975. نتج عن ذلك أيضًا ملايين المنازل الزراعية القديمة الفارغة. اشتراها وحسنها على الفور الفرنسيون الذين أرادوا ملاذًا ريفيًا بعيدًا عن جنون عملهم الأساسي في المدن. فعل الكثيرون ذلك بدافع الحنين إلى ذكريات العائلة عن الحياة الريفية التي أعادت سكان المدينة إلى الريف مجددًا. بحلول عام 1978، كانت فرنسا رائدة عالميًا في مجال ملكية الفرد لمنزل ثان، وتحدثت صحيفة ليكسبريس عن «افتتان الفرنسيين الذي لا يقاوم بالمنزل ذو اللمسة النورماندية المسقوف بالقش، أو حظائر الخراف التي تشتهر بها سيفين أو المزرعة البروفنسية الأكثر تواضعًا».
ظهرت العديد من المنظمات منذ ثلاثينيات القرن العشرين للحفاظ على مكانة المزرعة الصغيرة في فرنسا وتعزيزها، من خلال مجموعة واسعة من المنهجيات الأيديولوجية من أقصى اليسار إلى أقصى اليمين. سعوا جميعًا إلى احترام التقاليد وتمويل المزارعين الباقين على قيد الحياة، وحشد دعمهم السياسي.
أصبح لوسائل الإعلام دورٌ كبير، وخاصة صناعة السينما الفرنسية بعد الحرب. صوّر أحد الأفلام الهجرة الجماعية من الريف إلى المدينة على أنها تهديد لدور فرنسا التاريخي كمجتمع زراعي تقليدي. واحتفت الأفلام الوثائقية بالقوة الهائلة للآلات الحديثة والكهرباء، في حين صورت الأعمال الدرامية الخيالية فرحة سكان المدن الذين عادوا إلى الأجواء الصحية للبلاد.